# Umberto Ceriani
Umberto Ceriani (Milano, 7 marzo 1939) è un attore italiano.

## Biografia
Ha studiato recitazione presso il Teatro dei Filodrammatici di Milano sotto la direzione di Esperia Sperani e ha debuttato nel 1957 al Teatro alle Maschere di Milano sotto la regia di Fausto Tommei.
La sua carriera teatrale prosegue sotto le regie di Franco Enriquez, Sandro Bolchi, Silverio Blasi, Alessandro Brissoni, finché nel 1963 viene scelto da Giorgio Strehler per il ruolo di Ludovico nella Vita di Galileo di Bertolt Brecht. 
Durante la sua carriera di interprete, iniziata nei primi anni '60, ha interpretato diversi ruoli, in numerosi film per la televisione e il cinema. 
Tra le partecipazioni cinematografiche più interessanti vanno citate quelle in La bestia nello spazio (1980), dove ha interpretato la parte del dottor Green, per la regia di Alfonso Brescia, e in Domani, diretto da Francesca Archibugi (2001). In televisione ha preso parte, tra le altre, alle serie di Nero Wolfe, I giovedì della signora Giulia e Napoleone a Sant'Elena nel ruolo del generale Montholon.

## Vita privata
È stato sposato con l'attrice Martine Brochard, conosciuta sul set della miniserie TV I giovedì della signora Giulia: dal matrimonio è nato nel 1973 un figlio, Ferdinando Ceriani, regista teatrale. Nel 1986 si è unito in matrimonio con la cantante lirica Daniela Dessì. Entrambi i matrimoni si sono conclusi col divorzio.

## Filmografia

### Cinema
- Per un dollaro di gloria, regia di Fernando Cerchio (1966)
- Le spie uccidono in silenzio, regia di Mario Caiano (1966)
- Samoa, regina della giungla, regia di Guido Malatesta (1968)
- Fango bollente, regia di Vittorio Salerno (1975)
- La bestia nello spazio, regia di Alfonso Brescia (1980)
- Domani, regia di Francesca Archibugi (2001)

### Televisione

Valeria Ciangottini e Umberto Ceriani in Pane altrui (1974)

- Il principe azzurro, commedia di Sabatino Lopez, regia di Giancarlo Galassi Beria, musiche di Cesare Andrea Bixio, trasmessa il 28 gennaio 1958.
- Primo amore, da Ivan Turgenev, regia di Claudio Fino (1962)
- Operazione Vega di Friedrich Dürrenmatt, regia di Vittorio Cottafavi (1962)
- Rancore di Diego Fabbri, regia di Claudio Fino (1962)
- Le donne sapienti di Molière, regia di Alessandro Brissoni (1962)
- Markheim, da Robert Louis Stevenson, regia di Alessandro Brissoni, 10 gennaio 1963.
- L'ammiraglio dell'oceano e delle anime di Rosso di San Secondo, regia di Gianfranco Bettetini (1963)
- Anche i più furbi ci cascano di Aleksandr Nikolaevič Ostrovskij, regia di Pietro Sharoff (1963)
- Recite in provincia di Aleksandr Nikolaevic Ostrovskij, regia di Alessandro Brissoni (1964)
- L'immagine di Antonio Conti e Guglielmo Zorzi, regia di Claudio Fino (1963)
- La nemica di Dario Niccodemi, regia di Claudio Fino (1965)
- Chirurgia estetica di Vincenzo Tieri, regia di Claudio Fino (1965)
- Scrollina di Achille Torelli, regia di Ottavio Spadaro (1966)
- Tasse, morale a parte, originale televisivo, regia di Giuliana Berlinguer (1966)
- L'età del sì, originale televisivo, regia di Lyda C. Ripandelli (1966)
- Il litigio di Charles Vildrac, regia di Claudio Fino (1966)
- Il premio Nobel di Hjalmar Bergman, regia di Gianfranco Bettetini (1966)
- Boris Godunov di Aleksandr Sergeevič Puškin, regia di Giuliana Berlinguer (1966)
- Enrico IV, di Luigi Pirandello, regia di Claudio Fino (1967)
- Il processo di Savona, regia di Piero Schivazappa (1967)
- Miracolo di Nicola Manzari, regia di Italo Alfaro (1967)
- Nero Wolfe, regia di Giuliana Berlinguer, episodio 1x03 (1969)
- Il giardino dei ciliegi di Anton Čechov, regia di Mario Ferrero (1969)
- I fratelli Karamazov, regia di Sandro Bolchi – miniserie TV (1969)
- I giovedì della signora Giulia, regia di Paolo Nuzzi e Massimo Scaglione – miniserie TV (1970)
- Un uomo è un uomo di Bertolt Brecht, regia di Fulvio Tolusso (1972)
- L'allodola di Jean Anouilh, regia di Vittorio Cottafavi, trasmessa dal Secondo Programma il 16 marzo 1973.
- Maria Maddalena di Friedrich Hebbel, regia di Claudio Fino (1973)
- La carriera, regia di Flaminio Bollini (1973)
- Napoleone a Sant'Elena, regia di Vittorio Cottafavi – miniserie TV (1973)
- Il salotto di Henry James, regia di Roberto Guicciardini (1974)
- Pane altrui di Ivan Turgenev, regia di Andrea Frezza (1974)
- La diagnosi di Alec Coppel, regia di Guido Stagnaro (1974)
- Sotto il placido Don, regia di Vittorio Cottafavi – miniserie TV (1974)
- Processo al generale Baratieri per la sconfitta di Adua, regia di Piero Schivazappa – miniserie TV (1974)
- Ambrogio di Milano, regia di Gianfranco Bettetini (1976)
- I diari di Pier Benedetto Bertoli, regia di Dino Partesano (1977)
- Disonora il padre, regia di Sandro Bolchi – miniserie TV (1978)
- Semmelweis, regia di Gianfranco Bettetini (1981)
- Cinquant'anni d'amore, da Georges Feydeau, regia di Vito Molinari (1982)
- Vuoto di memoria, regia di Pier Nico Solinas (1983)
- Don Tonino – serie TV, episodio 2x08 (1990)
- Nemici intimi, regia di Pier Nico Solinas (1994)
- L'avvocato, regia di Massimo Donati, episodio Un morto di buona famiglia (TSI, 2004)

## Teatro
- Una partita a scacchi di Giuseppe Giacosa, regia di Fausto Tommei, Milano, Teatro alle Maschere, 23 settembre 1957.
- La famiglia del caffettiere di Riccardo Bacchelli, regia di Fausto Tommei, Milano, Teatro alle Maschere, 23 settembre 1957.
- Le miserie del signor Travetti di Vittorio Bersezio, regia di Fausto Tommei, Milano, Teatro Sant'Erasmo, 23 giugno 1958.
- Socrate immaginario di Ferdinando Galiani, regia di Franco Enriquez, Como, Villa Olmo, 5 settembre 1958.
- Come il verde dei nostri abeti di Renato Lelli, regia di Franco Enriquez, Milano, Teatro Sant'Erasmo, 30 settembre 1958.
- Romagnola, testo e regia di Luigi Squarzina, Roma, Teatro Valle, 5 febbraio 1959.
- Giulio Cesare di William Shakespeare, regia di Sandro Bolchi, Verona, Teatro romano, 4 luglio 1959.
- Un verme al ministero di Dino Buzzati, regia di Silverio Blasi, Milano, Teatro Sant'Erasmo, 3 febbraio 1960.
- Antonio e Cleopatra di William Shakespeare, regia di Franco Enriquez, Pompei, Teatro Grande, 11 agosto 1960.
- La moglie ingenua e il marito malato di Achille Campanile, regia di Ernesto Calindri, Milano, Teatro Sant'Erasmo, 8 giugno 1960.
- Il marescalco di Pietro Aretino, regia di Maner Lualdi, Teatro Olimpico di Vicenza 16 settembre 1960.
- I sogni muoiono all'alba, testo e regia di Indro Montanelli, Milano, Teatro Sant'Erasmo, 3 novembre 1960.
- La campana delle tentazioni di Giovanni Mosca, regia di Maner Lualdi, Milano, Teatro Sant'Erasmo, 12 gennaio 1961.
- Morte sulla scogliera di Agatha Christie, regia di Gianfranco Bettetini, Milano, Teatro Sant'Erasmo, 3 giugno 1961.
- Ho ucciso il conte di Alec Coppel, regia di Gianfranco Bettetini, Milano, Teatro Sant'Erasmo, 4 luglio 1961.
- Romanticismo di Gerolamo Rovetta, regia di Maner Lualdi, Milano, Piccola Scala, 9 ottobre 1961.
- Le donne sapienti di Molière, regia di Alessandro Brissoni, Teatro Olimpico di Vicenza, 7 settembre 1962.
- Vita di Galileo di Bertolt Brecht, regia di Giorgio Strehler, Piccolo Teatro di Milano, 22 aprile 1963.
- Assassinio nella cattedrale di Thomas Stearns Eliot, regia di Mario Missiroli, Milano, Castello Sforzesco, 29 giugno 1963.
- Edipo re di Sofocle, regia di Alexis Minotis, Teatro Olimpico di Vicenza, 13 settembre 1963.
- Enrico IV di William Shakespeare, regia di Raffaele Maiello, Milano, Castello Sforzesco, 6 luglio 1964
- Il signor di Pourceaugnac di Molière, regia di Eduardo De Filippo, Piccolo Teatro di Milano, 26 dicembre 1964.
- La lanzichenecca di Vincenzo Di Mattia, regia di Virginio Puecher, Piccolo Teatro di Milano, 21 febbraio 1965.
- Filippo di Vittorio Alfieri, regia di Vito Molinari, Asti, Teatro Civico, 8 maggio 1965.
- La regina morta di Henry de Montherlant, regia di Attilio Colonnello, Teatro Olimpico di Vicenza, 17 settembre 1965.
- La tragedia di Re Riccardo II di William Shakespeare, regia di Gianfranco De Bosio, Roma, Teatro Quirino, 30 settembre 1966.
- Se questo è un uomo di Primo Levi e Pieralberto Marché, regia di Gianfranco De Bosio, Torino, Teatro Carignano, 18 novembre 1966.
- Piano regolatore di Roberto Lerici, Torino, Teatro Gobetti, 23 gennaio 1967.
- La duchessa di Urbino di Lope de Vega, regia di Ruggero Jacobbi, Castiglioncello, 12 luglio 1967.
- La mandragola di Niccolò Machiavelli, regia di Roberto Guicciardini, Firenze, Teatro dell'Oriuolo, 6 febbraio 1968.
- La coppa d'argento di Sean O'Casey, regia di Roberto Guicciardini, Firenze, Teatro dell'Oriuolo, 4 aprile 1968.
- Discorso per la lettera a una professoressa della scuola di Barbiana e la rivolta degli studenti di Franco Enriquez e Franco Cuomo, regia di Franco Enriquez, Mestre, Teatro Corso, 19 settembre 1968.
- Un uomo è un uomo di Bertolt Brecht, regia di Fulvio Tolusso, Lecco, Teatro Sociale, 9 novembre 1969.
- I nuovi pagani di Nicola Saponaro, regia di Romano Bernardi, Milano, Auditorium San Fedele, 9 giugno 1970.
- I tre moschettieri di Alexandre Dumas (padre), regia di Roger Planchon, Ferrara, Teatro Comunale, 26 novembre 1970.
- La duchessa di Amalfi di John Webster, regia di Edmo Fenoglio, Fantiscritti di Carrara, 31 luglio 1971.
- Vangelo secondo Borges di Domenico Porzio, Torino, Teatro Gobetti, 2 febbraio 1972.
- Barbablù di Massimo Dursi, regia di Lamberto Puggelli, Piccolo Teatro di Milano, 26 ottobre 1973.
- Re Lear di William Shakespeare, regia di Giorgio Strehler, Genova, Politeama Genovese, 11 ottobre 1974.
- Nella giungla delle città di Bertolt Brecht, regia di Raffaele Maiello, Milano, Teatro Uomo, 21 novembre 1975.
- Una madre di Maksim Gor'kij, regia di Lamberto Puggelli, Milano, Teatro Uomo, 4 febbraio 1977.
- Arlecchino servitore di due padroni di Carlo Goldoni, regia di Giorgio Strehler, Leningrado, Palazzo della Cultura, 4 luglio 1978.
- Il piacere dell'onestà di Luigi Pirandello, regia di Lamberto Puggelli, Roma, Teatro Parioli, 24 ottobre 1978.
- La vita è sogno di Pedro Calderón de la Barca, regia di Enrico D'Amato, Milano, Teatro dell'Arte, 15 luglio 1980.
- La vedova scaltra di Carlo Goldoni, regia di Augusto Zucchi, Città di Castello, febbraio 1981.
- Mozart di Sacha Guitry, regìa di Lamberto Puggelli, Venezia, Teatro La Fenice, 18 febbraio 1982.
- Ifienia fra i Tauri di Euripide, regia di Lamberto Puggelli, Siracusa, Teatro greco, 28 maggio 1982.
- Amleto di William Shakespeare, regia di Gabriele Lavia, Roma, Teatro Eliseo, 23 ottobre 1984.
- Spettri di Henrik Ibsen, regia Gabriele Lavia, Pisa, Teatro Verdi, 26 febbraio 1985.
- Il giardino dei ciliegi di Anton Čechov, regia di Lamberto Puggelli, Catania, Teatro Verga, 9 dicembre 1985.
- Le madri di Euripide, regia di Giancarlo Sbragia, Siracusa, Teatro greco, 24 maggio 1986.
- Intermezzo di Jean Giraudoux, regia di Carlo Battistoni, Genova, Teatro Duse, 4 febbraio 1987.
- Igne Migne di Alessandro Campanelli, regia di Lamberto Puggelli, Milano, Teatro Studio, 10 aprile 1987.
- La foresta d'argento di Paola Pitagora e Gianna Schelotto, regia di Lamberto Puggelli, Bologna, Festival dell'Unità, 29 agosto 1987.
- La medesima strada, da Empedocle, Eraclito, Parmenide, Sofocle, regia di Klaus Michael Grüber, Milano, Teatro Studio, 8 gennaio 1988.
- L'affare di Egidio Bertazzoni e Alessandra Magliani, regia di Henning Brockhaus, Milano, Teatro Studio, 20 aprile 1989.
- Pilade di Pier Paolo Pasolini, regia di Lamberto Puggelli, Milano, Teatro Studio, 11 maggio 1989.
- Il conte di Carmagnola di Alessandro Manzoni, regia di Lamberto Puggelli, Milano, Teatro Studio, 27 ottobre 1989.
- La donna del mare di Henrik Ibsen, regia di Henning Brockhaus, Piccolo Teatro di Milano, 25 gennaio 1991.
- La lunga vita di Marianna Ucrìa di Dacia Maraini, regia di Lamberto Puggelli, Catania, Teatro Verga, 11 novembre 1991.
- L'altro, Savinio, da Alberto Savinio, regia di Marco Carniti, Parigi, Istituto Italiano di Cultura, 18 maggio 1992.
- Questa sera si recita a soggetto di Luigi Pirandello, regia di Lamberto Puggelli, Catania, Teatro Verga, 11 marzo 1993.
- Mirando al tendido di Rodolfo Santana, regia di Francesca Romana Vitale, Siracusa, Chiesa di San Giovannello, 4 settembre 1993.
- Il cavaliere e la dama di Carlo Goldoni, regia di Mauro Avogadro, Borgio Verezzi, 14 luglio 1994.
- Il libro di Ipazia di Mario Luzi, regia di Lamberto Puggelli, Piccolo Teatro di Milano, 17 febbraio 1995.
- Il Gattopardo di Giuseppe Tomasi di Lampedusa, regia di Lamberto Puggelli, Catania, Teatro Verga, 11 novembre 1996
- La donna del mare di Henrik Ibsen, regia di Bob Wilson, Firenze, Teatro Comunale, 5 maggio 1998.
- Recitazione di Siddharta, da Hermann Hesse, regia di Lamberto Puggelli, Milano, Teatro Studio, 10 novembre 1998.
- Socrate di Vincenzo Cerami, regia di Gigi Proietti, Milano, Teatro Strehler, 9 maggio 2000.
- Gesù di Carl Theodor Dreyer, regia di Franco Branciaroli, Torino, Teatro Carignano, 17 ottobre 2000.
- Kiss Me, Kate, musiche di Cole Porter, regia di Lamberto Puggelli, Torino, Teatro Regio, 3 luglio 2001.
- I templari di Elena Bono, regia di Pino Manzari, San Miniato, 19 luglio 2002.
- Creditori di August Strindberg, regia di Mario Morini, Milano, Teatro Franco Parenti, 26 marzo 2003.
- Temporale di August Strindberg, regia di Giorgio Strehler (riallestimento), Milano, Teatro Grassi, 8 aprile 2005.
- Vita di Galileo di Bertolt Brecht da uno spettacolo di Giorgio Strehler, testo e regia di Umberto Ceriani, Milano, Teatro dei Filodrammatici, 12 maggio 2007.
- Per tenersi compagnia di Samuel Beckett, regia di Mario Morini, Palermo, Teatro Bellini, 24 marzo 2009.
- Ceneri alle ceneri di Harold Pinter, dalle note di regia di Mario Morini, Milano, Teatro Franco Parenti, 29 settembre 2010.
- A nome tuo, da Mauro Covacich, regia di Roberto Recchia, Milano, Teatro Pim Off, 18 gennaio 2013.
- Affabulazione di Pier Paolo Pasolini, regia di Lorenzo Loris, Milano, Teatro Out Off, 7 maggio 2014.
- Medea di Euripide, regia di Gabriele Lavia, Fiesole, Teatro romano, 19 giugno 2015.
- Freud o l'interpretazione dei sogni di Stefano Massini, regia di Federico Tiezzi, Milano, Piccolo Teatro Strehler, 23 gennaio 2018.

## Radio
- La polvere negli occhi, di Eugène Labiche, regia di Umberto Benedetto, 16 dicembre 1958
- La colomba di Avila, di Tito Guerrini, regia di Amerigo Gomez, 17 dicembre 1958
- Le miserie 'd Monsù Travet, di Vittorio Bersezio, regia di Fausto Tommei, 30 marzo 1959
- Una vita nuova, di Ermanno Carsana, regia di Amerigo Gomez, 23 luglio 1960
- Vincenz e l'amica degli uomini importanti, di Robert Musil, regia di Flaminio Bollini, 1º marzo 1961
- La moglie provocata, di John Vanbrugh, regia di Vittorio Sermonti, 30 agosto 1961
- Euridice, di Jean Anouilh, regia di Giorgio Bandini, 17 gennaio 1962
- La donna di nessuno, di Cesare Vico Lodovici, regia di Ruggero Jacobbi, 23 maggio 1962
- Valoria, di Massimo Bontempelli, regia di Ruggero Jacobbi, 23 novembre 1962
- I due carnefici, di Fernando Arrabal, regia di Bernardo Malacrida, 18 marzo 1963
- La ballata della vita sepolta, di Rudolf Hagelstange, regia di Pino Gilioli, 24 maggio 1963
- Il lamento di Prometeo, di Nino Savarese, regia di Giorgio Pressburger, 16 settembre 1963
- L'uomo che incontrò se stesso, di Luigi Antonelli, regia di Ruggero Jacobbi, 20 marzo 1964
- Elena la vittima, di Wolfgang Hildesheimer, regia di Ernesto Cortese, 21 febbraio 1967
- Il bavaglio, di Alfonso Sastre, regia di Gastone Da Venezia, 28 febbraio 1967
- L'adolescente, di Fedot Dostoevskij, regia di Giacomo Colli, 5 puntate, dal 22 maggio all'8 giugno 1967
- I figli non s'inventano, di Enrico Bassano, regia di Francesco Dama, 18 dicembre 1968
- Fabiola, di Nicholas Wiseman, regia di Dante Raiteri, 15 puntate, dal 17 marzo al 4 aprile 1969
- I giorni dei Turbin, di Michail Bulgakov, regia di Mario Missiroli, 20 ottobre 1969
- Beatrice e Benedetto, di Hector Berlioz, 26 agosto 1971
- Gente nel tempo, di Massimo Bontempelli, regia di Chiara Serino, 6 puntate, dal 12 al 29 ottobre 1976
- L'opera da tre cronisti, di Fruttero e Lucentini, regia di Ruggero Jacobbi, 30 marzo 1977
- Rosa Luxemburg, di Livia Livi, regia di Fulvio Tolusso, 8 puntate, dall'8 novembre al 1º dicembre 1977
- La lotta per Barbara, di D. H. Lawrence, regia di Flaminio Bollini, 26 ottobre 1978
- I gondolieri del Mikado, di Guido Almansi, regia di Flaminio Bollini, 20 e 21 novembre 1978
- La casa, di Siro Angeli, regia di Gilberto Visintin, 26 dicembre 1980
- Ritratto di famiglia, di Eva Franchi, regia di Francesco Dama, 7 gennaio 1981
- Le Rozeno, di Camillo Antona Traversi, regia di Lorenza Codignola, 29 luglio 1989